# Red Bull Air Race World Series seizoen 2004
Het 2004 seizoen van de Red Bull Air Race World Series is het tweede seizoen van de racecompetitie. Voor het eerst werd buiten Europa gevlogen.

## Race-kalender
| 2004 Red Bull Air Race World Series Race-kalender | 2004 Red Bull Air Race World Series Race-kalender | 2004 Red Bull Air Race World Series Race-kalender | 2004 Red Bull Air Race World Series Race-kalender |
| Nr.                                               | Datum                                             | Locatie                                           | Land                                              |
| ------------------------------------------------- | ------------------------------------------------- | ------------------------------------------------- | ------------------------------------------------- |
| 1                                                 | 20 juni                                           | Kemble                                            | Verenigd Koninkrijk                               |
| 2                                                 | 20 augustus                                       | Boedapest                                         | Hongarije                                         |
| 3                                                 | 18 september                                      | Reno, Nevada                                      | Verenigde Staten                                  |

## Uitslagen en standen
| Winnaar | Verliezend finalist | Winnaar "3rd Place Fly-off" | Punten gescoord | Geen punten gescoord | DQ = Gedisqualificeerd | NG = Niet gestart | TP = Technische problemen |

| 2004 Red Bull Air Race World Series Uitslagen en standen | 2004 Red Bull Air Race World Series Uitslagen en standen | 2004 Red Bull Air Race World Series Uitslagen en standen | 2004 Red Bull Air Race World Series Uitslagen en standen | 2004 Red Bull Air Race World Series Uitslagen en standen | 2004 Red Bull Air Race World Series Uitslagen en standen | 2004 Red Bull Air Race World Series Uitslagen en standen |
| Positie                                                  | Piloot                                                   | Team                                                     | GBR                                                      | HUN                                                      | USA                                                      | Aantal punten                                            |
| -------------------------------------------------------- | -------------------------------------------------------- | -------------------------------------------------------- | -------------------------------------------------------- | -------------------------------------------------------- | -------------------------------------------------------- | -------------------------------------------------------- |
| 1                                                        | Kirby Chambliss                                          | Red Bull                                                 | 1                                                        | 1                                                        | 2                                                        | 17                                                       |
| 2                                                        | Peter Besenyei                                           | Red Bull                                                 | 3                                                        | 3                                                        | 3                                                        | 12                                                       |
| 3                                                        | Steve Jones                                              | Jones                                                    | 2                                                        | 4                                                        | 7                                                        | 8                                                        |
| 3                                                        | Klaus Schrodt                                            | betandwin                                                | 4                                                        | 2                                                        | NG                                                       | 8                                                        |
| 5                                                        | Mike Mangold                                             | Mangold                                                  | NG                                                       | NG                                                       | 1                                                        | 6                                                        |
| 6                                                        | Frank Versteegh                                          | Versteegh                                                | 5                                                        | 6                                                        | NG                                                       | 3                                                        |
| 6                                                        | Michael Goulian                                          | Goulian                                                  | NG                                                       | NG                                                       | 4                                                        | 3                                                        |
| 8                                                        | Paul Bonhomme                                            | Bonhomme                                                 | 6                                                        | 7                                                        | 6                                                        | 2                                                        |
| 8                                                        | Nicolas Ivanoff                                          | Hamilton                                                 | NG                                                       | 5                                                        | NG                                                       | 2                                                        |
| 8                                                        | David Martin                                             | Martin                                                   | NG                                                       | NG                                                       | 5                                                        | 2                                                        |
| 11                                                       | Alejandro Maclean                                        | Maclean                                                  | NG                                                       | 8                                                        | NG                                                       | 0                                                        |

2003 · 2004 · 2005 · 2006 · 2007 · 2008 · 2009 · 2010 · 2014 · 2015 · 2016 · 2017 · 2018 · 2019
Lijst van piloten